# Kasacija
 Ovo je glavno značenje pojma Kasacija. Za druga značenja pogledajte Kasacija (razdvojba).
Riječ kasacija dolazi od latinske imenice cassatio, prema glagolu cassare: poništiti (njemački: Kassation, francuski: cassation). 

Značenja u pravosuđu, prema Hrvatskom enciklopedijskom rječniku:
- 1A. Poništenje sudske odluke; donosi ga viši sud jer niži sud nije primjenjivao zakon ili ustav
- 1B. Vrhovna sudska instancija koja odlučuje o valjanosti odluke donesene na nižem stupnju. (Vidi: kasacioni sud.)
- 2. Uklanjanje iz službe.
- 3. Oglašavanje izbora za nevažeće.